# Uniwersytet w Konstancji
Uniwersytet w Konstancji (niem. Universität Konstanz) – niemiecka uczelnia publiczna w Konstancji. Została założona w 1966 roku.